# مسجد تشوكامبا
مسجد شوكامبا هو مسجد يعود تاريخه الى القرن الرابع عشر في فاراناسي، اتر براديش، في الهند. ما زال المسجد في حالة خراب و لكن ما زال يستخدم كموقع للحج عند المسلمين الهنود . تشاو و تعني أربعة و خامبا و تعني عمود، حيث ان المسجد يحتوي على اربعة اعمدة منخفضة ضخمة في الجهة الشمالية الشرقية. تم بناء المسجد في عهد سلطان دلهي ، فيروز شاه تغلق و حكم في الفترة الممتدة (1351- 1388).